# Cybaeina whanseunensis
Espèce
Synonymes
- Cybaeus whanseunensis Paik & Namkung, 1967

Cybaeina whanseunensis est une espèce d'araignées aranéomorphes de la famille des Cybaeidae.

## Distribution
Cette espèce est endémique de Corée du Sud.

## Description
La femelle holotype mesure 6,52 mm et le mâle paratype 5,25 mm.

## Systématique et taxinomie
Cette espèce a été décrite sous le protonyme Cybaeus whanseunensis par Paik et Namkung en 1967. Elle est placée dans le genre Dolichocybaeus par Paik, Yaginuma et Namkung en 1969, dans le genre Cybaeus par Ihara en 2010 puis dans le genre Cybaeina par Sugawara, Ihara, Koike, Seo, Prozorova, Zhang et Nakano en 2024.

## Étymologie
Son nom d'espèce, composé de whanseun et du suffixe latin -ensis, « qui vit dans, qui habite », lui a été donné en référence au lieu de sa découverte, Whanseun.

## Publication originale
- Paik & Namkung, 1967 : « Korean spiders of genus Cybaeus (Araneae, Argyronetidae) 2. » Korean Journal of Zoology, vol. 10, p. 21-26.